# 栃木県第2区
栃木県第2区（とちぎけんだい2く）は、日本の衆議院議員総選挙における選挙区。1994年（平成6年）の公職選挙法改正で設置。

## 区域

### 現在の区域
2022年（令和4年）公職選挙法改正以降の区域は以下のとおりである。宇都宮市以外の市域の分割は解消された。
- 宇都宮市（旧上河内町・河内町域）
- 鹿沼市
- 日光市
- さくら市
- 塩谷郡

### 2022年以前の区域
2013年（平成25年）公職選挙法改正から2022年の小選挙区改定までの区域は以下のとおりである。
- 宇都宮市（旧上河内町・河内町域）
- 栃木市（旧西方町域）
- 鹿沼市
- 日光市
- さくら市
- 塩谷郡

1994年（平成6年）公職選挙法改正から2013年の小選挙区改定までの区域は以下のとおりである。
- 鹿沼市
- 日光市
- 今市市
- 河内郡
  - 上河内町
  - 河内町
- 上都賀郡
- 塩谷郡

## 歴史
宇都宮市の旧河内町地区から北西部全般を選挙区としている。導入後から自由民主党の西川公也が連続当選を続けてきたが、2003年の第43回衆議院議員総選挙では、比例北関東ブロック選出であった森山眞弓元法務大臣が衆議院比例区の73歳定年制により比例単独での出馬が不可能になったため西川は同ブロック単独のかたちで2回にわたって当選を続け、小選挙区は森山が当選を続けた。
森山が再選した2005年の第44回衆議院議員総選挙では、前栃木県知事で民主党公認の福田昭夫に12,297票差まで詰め寄られながらの再選となり、福田も復活当選を果たした。
森山の引退で再び西川が小選挙区に戻った2009年の第45回衆議院議員総選挙では、西川が公明党や栃木県建設業協会の政治団体「県建設業協会政治連盟」の推薦も受けたが、福田が西川の復活当選もさせない圧勝を見せた。2012年の第46回衆議院議員総選挙は西川が雪辱を果たし、9,582票差で敗れた福田は比例区での復活当選となった。
2014年の第47回衆議院議員総選挙は前回とは逆に福田が199票差の僅差で雪辱、西川が比例復活のかたちとなったが、2017年の第48回衆議院議員総選挙では福田が希望の党から出馬する意向を固めていたが、同党の1次公認に名前がなかったため立憲民主党・社民党・民進党の推薦による無所属での出馬を表明。西川に9,486票差まで詰め寄られたが当選し、西川は党の定年制により比例との重複立候補ができずに落選となった。福田は翌年5月に立憲民主党に入党している。
一方で西川は落選後に内閣官房参与に転じたが、鶏卵汚職事件に絡んで日本養鶏協会幹部でもあったアキタフーズの元代表からクルーズ客船での接待を受けていたと報じられて2020年12月8日付で辞任。翌年の第49回衆議院議員総選挙で自民党は栃木県議会議員だった五十嵐清を擁立させたが、五十嵐は福田に力負けしたものの比例復活での初当選となった。
第50回衆議院議員総選挙も同様に福田が当選、五十嵐は比例復活となった。

## 小選挙区選出議員
| 選挙名                 | 年     | 当選者   | 党派       |
| ---------------------- | ------ | -------- | ---------- |
| 第41回衆議院議員総選挙 | 1996年 | 西川公也 | 自由民主党 |
| 第42回衆議院議員総選挙 | 2000年 | 西川公也 | 自由民主党 |
| 第43回衆議院議員総選挙 | 2003年 | 森山眞弓 | 自由民主党 |
| 第44回衆議院議員総選挙 | 2005年 | 森山眞弓 | 自由民主党 |
| 第45回衆議院議員総選挙 | 2009年 | 福田昭夫 | 民主党     |
| 第46回衆議院議員総選挙 | 2012年 | 西川公也 | 自由民主党 |
| 第47回衆議院議員総選挙 | 2014年 | 福田昭夫 | 民主党     |
| 第48回衆議院議員総選挙 | 2017年 | 福田昭夫 | 無所属     |
| 第49回衆議院議員総選挙 | 2021年 | 福田昭夫 | 立憲民主党 |
| 第50回衆議院議員総選挙 | 2024年 | 福田昭夫 | 立憲民主党 |

## 選挙結果
時の内閣：第1次石破内閣 解散日：2024年10月9日 公示日：2024年10月15日
当日有権者数：25万722人 最終投票率：49.56%（前回比：4.19%） （全国投票率：53.85%（2.08%））
| 当落 | 候補者名 | 年齢 | 所属党派   | 新旧 | 得票数   | 得票率 | 惜敗率 | 推薦・支持               | 重複 |
| ---- | -------- | ---- | ---------- | ---- | -------- | ------ | ------ | ------------------------ | ---- |
| 当   | 福田昭夫 | 76   | 立憲民主党 | 前   | 68,377票 | 56.82% | ――     | 社会民主党栃木県連合支持 | ○    |
| 比当 | 五十嵐清 | 54   | 自由民主党 | 前   | 51,955票 | 43.18% | 75.98% | 公明党推薦               | ○    |

時の内閣：第1次岸田内閣 解散日：2021年10月14日 公示日：2021年10月19日
当日有権者数：26万2690人 最終投票率：53.75%（前回比：0.12%） （全国投票率：55.93%（2.25%））
| 当落 | 候補者名 | 年齢 | 所属党派   | 新旧 | 得票数   | 得票率 | 惜敗率 | 推薦・支持 | 重複 |
| ---- | -------- | ---- | ---------- | ---- | -------- | ------ | ------ | ---------- | ---- |
| 当   | 福田昭夫 | 73   | 立憲民主党 | 前   | 73,593票 | 53.39% | ――     |            | ○    |
| 比当 | 五十嵐清 | 51   | 自由民主党 | 新   | 64,253票 | 46.61% | 87.31% | 公明党推薦 | ○    |

時の内閣：第3次安倍第3次改造内閣 解散日：2017年9月28日 公示日：2017年10月10日
当日有権者数：26万9836人 最終投票率：53.63%（前回比：2.17%） （全国投票率：53.68%（1.02%））
| 当落 | 候補者名 | 年齢 | 所属党派          | 新旧 | 得票数   | 得票率 | 惜敗率 | 推薦・支持                                                             | 重複 |
| ---- | -------- | ---- | ----------------- | ---- | -------- | ------ | ------ | ---------------------------------------------------------------------- | ---- |
| 当   | 福田昭夫 | 69   | 無所属 (民進党籍) | 前   | 75,031票 | 53.41% | ――     | 立憲民主党・社会民主党・民進党栃木県連推薦、日本共産党栃木県委員会支持 |      |
|      | 西川公也 | 74   | 自由民主党        | 前   | 65,445票 | 46.59% | 87.22% | 公明党推薦                                                             |      |

時の内閣：第2次安倍改造内閣 解散日：2014年11月21日 公示日：2014年12月2日
当日有権者数：26万8166人 最終投票率：51.46%（前回比：3.40%） （全国投票率：52.66%（6.66%））
| 当落 | 候補者名 | 年齢 | 所属党派   | 新旧 | 得票数   | 得票率 | 惜敗率 | 推薦・支持 | 重複 |
| ---- | -------- | ---- | ---------- | ---- | -------- | ------ | ------ | ---------- | ---- |
| 当   | 福田昭夫 | 66   | 民主党     | 前   | 62,439票 | 46.69% | ――     |            | ○    |
| 比当 | 西川公也 | 71   | 自由民主党 | 前   | 62,240票 | 46.54% | 99.68% |            | ○    |
|      | 阿部秀実 | 55   | 日本共産党 | 新   | 9,054票  | 6.77%  | 14.50% |            |      |

時の内閣：野田第3次改造内閣 解散日：2012年11月16日 公示日：2012年12月4日
当日有権者数：27万510人 最終投票率：54.86%（前回比：13.54%） （全国投票率：59.32%（9.96%））
| 当落 | 候補者名 | 年齢 | 所属党派   | 新旧 | 得票数   | 得票率 | 惜敗率 | 推薦・支持 | 重複 |
| ---- | -------- | ---- | ---------- | ---- | -------- | ------ | ------ | ---------- | ---- |
| 当   | 西川公也 | 69   | 自由民主党 | 元   | 55,853票 | 38.64% | ――     |            | ○    |
| 比当 | 福田昭夫 | 64   | 民主党     | 前   | 46,271票 | 32.01% | 82.84% |            | ○    |
| 比当 | 柏倉祐司 | 43   | みんなの党 | 新   | 38,086票 | 26.35% | 68.19% |            | ○    |
|      | 藤井豊   | 64   | 日本共産党 | 新   | 4,348票  | 3.01%  | 7.78%  |            |      |

- 柏倉は47回の直前に民主党入りし、1区へ国替え。

時の内閣：麻生内閣 解散日：2009年7月21日 公示日：2009年8月18日
当日有権者数：27万2965人 最終投票率：68.40%（前回比：0.82%） （全国投票率：69.28%（1.77%））
| 当落 | 候補者名 | 年齢 | 所属党派   | 新旧 | 得票数    | 得票率 | 惜敗率 | 推薦・支持 | 重複 |
| ---- | -------- | ---- | ---------- | ---- | --------- | ------ | ------ | ---------- | ---- |
| 当   | 福田昭夫 | 61   | 民主党     | 前   | 115,046票 | 62.94% | ――     |            | ○    |
|      | 西川公也 | 66   | 自由民主党 | 前   | 65,222票  | 35.68% | 56.69% |            | ○    |
|      | 坂下邦文 | 62   | 幸福実現党 | 新   | 2,526票   | 1.38%  | 2.20%  |            |      |

- 森山は当初3区への国替えが予定されたが自民党栃木県連の反対に遭い出馬を断念、引退した。

時の内閣：第2次小泉改造内閣 解散日：2005年8月8日 公示日：2005年8月30日
当日有権者数：27万3033人 最終投票率：69.22%（前回比：8.51%） （全国投票率：67.51%（7.65%））
| 当落 | 候補者名 | 年齢 | 所属党派   | 新旧 | 得票数   | 得票率 | 惜敗率 | 推薦・支持 | 重複 |
| ---- | -------- | ---- | ---------- | ---- | -------- | ------ | ------ | ---------- | ---- |
| 当   | 森山眞弓 | 77   | 自由民主党 | 前   | 99,115票 | 53.31% | ――     |            |      |
| 比当 | 福田昭夫 | 57   | 民主党     | 新   | 86,818票 | 46.69% | 87.59% |            | ○    |

時の内閣：第1次小泉第2次改造内閣 解散日：2003年10月10日 公示日：2003年10月28日
当日有権者数：27万1394人 最終投票率：60.71%（前回比：0.81%） （全国投票率：59.86%（2.63%））
| 当落 | 候補者名 | 年齢 | 所属党派   | 新旧 | 得票数   | 得票率 | 惜敗率 | 推薦・支持 | 重複 |
| ---- | -------- | ---- | ---------- | ---- | -------- | ------ | ------ | ---------- | ---- |
| 当   | 森山眞弓 | 76   | 自由民主党 | 前   | 96,224票 | 59.49% | ――     |            |      |
|      | 小林守   | 59   | 民主党     | 前   | 60,010票 | 37.10% | 62.36% |            | ○    |
|      | 福田道夫 | 44   | 日本共産党 | 新   | 5,506票  | 3.40%  | 5.72%  |            |      |

- 西川は比例単独立候補に回り、以後2回当選。

時の内閣：第1次森内閣 解散日：2000年6月2日 公示日：2000年6月13日
当日有権者数：26万7083人 最終投票率：61.52%（前回比：5.22%） （全国投票率：62.49%（2.84%））
| 当落 | 候補者名 | 年齢 | 所属党派   | 新旧 | 得票数   | 得票率 | 惜敗率 | 推薦・支持 | 重複 |
| ---- | -------- | ---- | ---------- | ---- | -------- | ------ | ------ | ---------- | ---- |
| 当   | 西川公也 | 57   | 自由民主党 | 前   | 77,054票 | 48.08% | ――     |            | ○    |
| 比当 | 小林守   | 55   | 民主党     | 前   | 74,132票 | 46.26% | 96.21% |            | ○    |
|      | 福田道夫 | 41   | 日本共産党 | 新   | 9,066票  | 5.66%  | 11.77% |            |      |

時の内閣：第1次橋本内閣 解散日：1996年9月27日 公示日：1996年10月8日 最終投票率：56.30% （全国投票率：59.65%（8.11%））
| 当落 | 候補者名 | 年齢 | 所属党派   | 新旧 | 得票数   | 得票率 | 惜敗率 | 推薦・支持 | 重複 |
| ---- | -------- | ---- | ---------- | ---- | -------- | ------ | ------ | ---------- | ---- |
| 当   | 西川公也 | 53   | 自由民主党 | 新   | 73,393票 | 52.56% | ――     |            | ○    |
| 比当 | 小林守   | 51   | 民主党     | 前   | 55,439票 | 39.70% | 75.54% |            | ○    |
|      | 小林年治 | 44   | 日本共産党 | 新   | 8,846票  | 6.33%  | 12.05% |            |      |
|      | 高橋功   | 34   | 自由連合   | 新   | 1,960票  | 1.40%  | 2.67%  |            |      |